# ملعب سكونتو
ملعب سكونتو هو ملعب كرة قدم يقع في ريغا عاصمة لاتفيا. يسع الملعب لجلوس 10 آلاف متفرج. يعتبر الملعب الرسمي الذي يخوض فيه نادي سكونتو مبارياته. تم افتتاح الملعب في 28 يونيو 2000.